# Sanatorium am Hausstein
Sanatorium am Hausstein ist ein Ortsteil der Gemeinde Schaufling im niederbayerischen Landkreis Deggendorf.

## Lage
Der Ortsteil Sanatorium am Hausstein liegt am Südhang des Haussteins gut zwei Kilometer nördlich von Schaufling und wird durch eine von der Kreisstraße DEG 15 abgehende Stichstraße erschlossen.

## Geschichte
Im Jahr 1905 begann der Bau zum 1908 eröffneten „Sanatorium für Lungenkranke aus dem Mittelstand am Hausstein im bayerischen Wald“. Im Ortschaftenverzeichnis von 1925 wird der Ort unter der Gemeinde Nadling aufgeführt und 105 Einwohner angegeben. Die Gemeinde Nadling wurde 1937 in Gemeinde Schaufling umbenannt. Die Volkszählung 1987 vermerkt keine Einwohner. Seit 1999 ist der Ort Sitz der Asklepios Klinik Schaufling.